# 파주시의 마을버스
파주시의 마을버스는 경기도 파주시를 중심으로 운행하는 소규모 대중교통으로 10개의 운수업체가 운영하고 있다. 대부분의 마을버스 차량에 경기도 마을버스 도색이 아닌 파주시 자체도색을 사용하였지만 2020년 10월 마을버스 준공영제 정책을 시행하면서 경기도 마을버스 도색으로 변경되었다.

## 운임
파주시의 마을버스 요금 체계는 경기도의 버스요금 체계를 따르나 독자적인 요금이 적용된다.
2019년 11월 23일 기준이다.
| 종류 | 나이                                 | 현금 (원) | 카드 (원) |
| ---- | ------------------------------------ | --------- | --------- |
| 마을 | 어른 (일반, 만 19세 이상)            | 1,350     | 1,400     |
| 마을 | 청소년 (중·고등학생, 만 13세 ~ 18세) | 1000      | 950       |
| 마을 | 어린이 (초등학생, 만 7세 ~ 12세)     | 680       | 700       |

## 운수 업체
| 운행업체               | 노선 번호                                                                                   | 등록 대수 |
| ---------------------- | ------------------------------------------------------------------------------------------- | --------- |
| 기흥여객               | 024, 026, 037, 055, 063, 065, 066, 072, 074                                                 | 10        |
| 파주교통 동원교통 지점 | 061, 061-1, 062                                                                             | 3         |
| 파주교통 명진교통 지점 | 092, 093, 093-1                                                                             | 3         |
| 문산여객               | 051, 058                                                                                    | 10        |
| 신대운여객             | 022, 023, 052, 068, 069, 070(A), 070(B), 071, 075, 077, 082, 084,084-1, 086, 086-1 089, 090 | 12        |
| 파주교통 신일운수 지점 | 017, 021, 059                                                                               | 3         |
| 우리교통               | 030, 032, 033, 033-1, 037, 063, 064, 080A, 080B, 081                                        | 20        |
| 파주교통 으뜸교통 지점 | 091                                                                                         | 1         |
| 하이상운               | 034, 038, 073, 078, 083, 087, 088                                                           | 26        |
| 맑은교통               | 085                                                                                         | 10        |

## 노선 정보
| 노선 번호 | 운행업체    | 운행구간                  | 운행구간          | 운행구간 | 경유지 | 배차 간격 (분)                       | 구 번호                  | 비고                                                                            |
| --------- | ----------- | ------------------------- | ----------------- | --- | --- | ------------------------------------ | ------------------------ | ------------------------------------------------------------------------------- |
| 017       | 파주교통    | 파주읍행정복지센타        | ↔                 | 파주읍 (주내삼거리) | 부곡2리.호남식당, 백석5리.정자말, 두원공과대학교 | 80                                   | 17                       | 순환 노선                                                                       |
| 021       | 파주교통    | 문산읍행정복지센터        | ↔                 | 금릉 | 한진1차.문산역, 향양2리, 주내방앗간, 도내4리, 위전1리, 주유소앞, 대하마트 | 60                                   | 100-16                   | 파주시 공공버스                                                                 |
| 022       | 파주교통    | 용상골                    | ↔                 | 영태1리 | 문산제일고등학교, 금촌로터리, 장안아파트, 금촌사거리, 금촌역, 파주여고 | 60                                   | 22                       | 파주시 공공버스                                                                 |
| 023       | 신대운여객  | 덕은리                    | ↔                 | 도내리 | 양양산업, 월롱역.월롱파출소, 워천4리, 도내삼거리 |                                      | 60                       |                                                                                 |
| 024       | 기흥여객    | 덕은리                    | ↔                 | 금촌역 | 덕은2리마을회관, 워천리, 이지데코, 순복음평화교회 | 60~110                               |                          | 2024년 11월 19일 신설                                                           |
| 026       | 기흥여객    | 월롱역                    | ↔                 | 금승리 | LG디스플레이 게이트, 월롱119안전센터 | 10~60                                |                          | 2024년 11월 19일 신설                                                           |
| 025       | 우리교통    | 금촌                      | ↔                 | 웅지세무대학 | 파주시청, 흰돌아파트, 금릉초등학교, 중앙도서관, 금릉역, 새꽃마을, 대하마트, 장안아파트, 금촌사거리, 금촌역, 파주여고, 광일중학교, 영태리, 월롱역, 월롱초등학교, 파주LCD산업단지, 삼성초등학교 | 50~70                                | 60                       |                                                                                 |
| 030       | 우리교통    | 웅지세무대학 (축현리)     | ↔                 | 금릉역 | 축현리, 농수산물센터, 검산골판지단지, 검산초등학교, 성원아파트, 문산제일고등학교, 팜스프링아파트, 금촌농협, 금촌역, 금촌사거리, 장안아파트, 파주시청, 흰돌아파트, 중앙도서관 | 20~30                                | 100-30                   | 금촌택지 시계방향 순환                                                          |
| 032       | 우리교통    | 낙머리                    | ↔                 | 봉일천고등학교 | PX마을, 도토미마을, 금촌농협, 금촌역, 금촌사거리, 장안아파트, 파주시청, 흰돌아파트, 대창리, 말레이지아교, 조리읍 행정복지센터, 봉일천시장 | 40                                   | 100-32                   |                                                                                 |
| 033       | 우리교통    | 유승앙브와즈 (탄현중학교) | ↔                 | 금촌로터리 | (탄현면 행정복지센터, 금산삼거리, 헤이리, 성동사거리, 헤이리사거리)탄현지선, 유승앙브와즈, 파주프리미엄아울렛, 법흥리, 통일초등학교, 갈현사거리, 장터고개, 검산초등학교, 성원아파트, 문산제일고등학교, 방호벽사거리, 팜스프링아파트, 금촌농협, 금촌역, 금촌사거리, 장안아파트                                                                                | 15~90                                | 100-33                   | 탄현중학교 연장 노선 배차 간격 80분                                             |
| 034       | 하이상운    | 문산행복센터              | ↔                 | 금촌 | 내포리, 문산제2공설운동장, 낙하리, 금승리사거리, 삼성초등학교, 문지리, 축현리, 오금리, 금산삼거리, 탄현면 행정복지센터, 바구니고개, 갈현사거리, 장터고개, 검산초등학교, 성원아파트, 문산제일고등학교, 방호벽사거리, 팜스프링아파트, 금촌농협, 금촌역, 금촌사거리, 장안아파트, 파주보건소, 후곡마을, 금화초등학교, 새꽃마을, 대하마트, 장안아파트, 금촌사거리 | 40                                   | 1-1                      | 3회 축현리 경유 4~5회 내포리 경유                                               |
| 036       | 하이상운    | 금촌                      | ↔                 | 갈현삼거리 | 금촌농협, 금촌역, 금촌사거리, 장안아파트, 금촌로터리, 금촌초등학교, 문산제일고등학교, 야동동, 성원아파트, 장터고개 → 갈현삼거리 → 법흥리 → 파주프리미엄아울렛 → 통일초등학교 → 유승앙브와즈 → 파주영어마을 → 헤이리 → 성동리 → 대동리 → 만우리 → 금산리 → 금산삼거리 → 탄현면 행정복지센터 → 바구니고개 (이하 역순)                                          | 80~100                               | 1-2                      | 탄현면 시계방향 순환                                                            |
| 037       | 기흥여객    | 검산초등학교              | ↔                 | 흰돌아파트 | 성원아파트, 야동동, 문산제일고등학교, 방호벽사거리, 팜스프링아파트, 금촌농협, 금촌역, 금촌사거리, 파주시청 | 10~20                                |                          | 2023년 7월 15일 신설                                                            |
| 038       | 하이상운    | 문산터미널                | ↔                 | 파주프리미엄아울렛 | 내포리, 문산제2공설운동장, 낙하리, 삼성초등학교, 문지리, 웅지세무대학, 문지리, 축현리, 오금리, 금산리, 만우리, 대동리, 성동리, 성동사거리, 헤이리사거리, 법흥리 | 100                                  |                          | 2010년 5월 1일 신설                                                             |
| 051(A)    | 문산여객    | 문산역                    | ↔                 | 문산역 | 문산터미널 → 문산홈플러스 → 당동주공4단지 → 한양수자인 → 파주차량등록사업소 | 10                                   |                          |                                                                                 |
| 051(B)    | 문산여객    | 문산역                    | ↔                 | 문산역터미널 | | 10                                   |                          | 051A 노선의 역방향 운행                                                         |
| 052       | 신대운여객  | 홈플러스                  | ↔                 | 문산역 | 힐스테이트, 세아아파트, 문산터미널 | 8~10                                 |                          | 2009년 11월 1일 신설                                                            |
| 055       | 기흥여객    | 문산역                    | ↔                 | 힐스테이트2차 | 문산시장, 당동주공아파트, 문산북중학교, 문산고등학교, 세성아파트 | 40~55                                |                          |                                                                                 |
| 058       | 문산여객    | 문산터미널                | ↔                 | 임진각 | 문산역, 통일공원, 문산행복센터, 초원빌라, 힐스테이트, 운천리, 마정초등학교, 마정2~4리, 임진강역 | 55~75                                | 100-94                   |                                                                                 |
| 058       | 문산여객    | 문산터미널                | ↔                 | 마정2~4리 | 문산역, 통일공원, 문산행복센터, 초원빌라, 힐스테이트, 운천리, 마정초등학교 | 15~20                                | 100-94                   |                                                                                 |
| 059       | 파주교통    | 파주읍행정복지센터        | ↔                 | 내포 | 낙석부대, 향양2리.동화당, 향양3리, 주택단지, 문산사거리, 휴먼빌 | 100                                  |                          | 2020년 10월 17일 신설                                                           |
| 060       | 기흥여객    | 지영동 충성교육대         | ↔                 | 대방아파트 | 지영동, 대원리, 한라비발디아파트, 봉일천시장, 조리읍 행정복지센터, 말레이지아교, 흰돌아파트, 파주시청, 장안아파트, 금촌사거리, 금촌역, 팜스프링아파트, 문산제일고등학교 | 60                                   | 100-65                   |                                                                                 |
| 061       | 파주교통    | 광탄                      | ↔                 | 금촌역 | 태극기마을.백경수상회, 방축3리, 창만사거리, 사단후문, 오성주유소, PX마을, 주유소앞 | 60                                   | 100-71                   | 파주시 공공버스                                                                 |
| 061-1     | 파주교통    | 비암                      | ↔                 | 신산 | 태극기마을.백경수상회, 벽초지수목원, 창만2리, 신산초등학교, 미군부대 | 250분                                |                          |                                                                                 |
| 062       | 파주교통    | 용미리                    | ↔                 | 금촌역 | 용미초등학교, 분수2리.느티나무앞, 분수리, 광탄삼거리, 오성주유소, 조리읍행정복지센터, 파주시청 | 90                                   | 100-72                   |                                                                                 |
| 064       | 금촌        | ↔                         | 장곡리 (하니랜드) | 금촌농협, 금촌역, 금촌사거리, 장안아파트, 파주시청, 흰돌아파트, 대창리, 말레이지아교, 조리읍 행정복지센터, 봉일천시장, 봉일천리, 파주삼릉, 장곡리 | 15~30 | 100-11                               | 하루 4회 재활용센터 경유 |                                                                                 |
| 065       | 기흥여객    | 동문그린시티아파트        | ↔                 | 문산제일고등학교 | 대원리, 한라비발디아파트, 봉일천시장, 조리읍 행정복지센터, 말레이지아교, 대창리, 흰돌아파트, 파주시청, 장안아파트, 금촌사거리, 금촌역, 팜스프링아파트, 방호벽사거리 | 12                                   | 100-65                   | 2012년 4월 12일 신설                                                            |
| 066       | 기흥여객    | 뇌조1리                   | ↔                 | 금촌역 | 뇌조리, 봉원리, 봉일천중학교, 봉일천시장, 조리읍 행정복지센터, 말레이지아교, 대창리, 흰돌아파트, 파주시청, 금촌사거리, 금촌역, 금촌농협, 팜스프링아파트, 송화초등학교 | 50                                   | 100-66                   |                                                                                 |
| 068       | 신대운여객  | 팜스프링아파트후문        | ↔                 | 한신타운 | 송화초등학교, 팜스프링아파트, 금촌농협, 금촌역, 금촌사거리, 장안아파트, 파주시청, 흰돌아파트, 대창리, 말레이지아교, 조리읍 행정복지센터, 봉일천시장 | 15                                   | 100-89                   | 파주시 공공버스                                                                 |
| 069       | 신대운여객  | 월롱역                    | ↔                 | 서영대학교 | 덕은2리교차로, 덕은4리, 덕은4리.우리식당, LCD산업단지, 양지마을입구, 덕은5리, 월롱면행정복지센터 | 10~30                                |                          |                                                                                 |
| 070(A)    | 신대운여객  | 운정역                    | ↔                 | 운정역 | 가람마을2.8단지아파트, 책향기마을10.11단지아파트, 초롱꽃마을2단지, 운정리피아노 | 25                                   |                          | 전기버스 저상버스 운행                                                          |
| 070(B)    | 신대운여객  | 운정역                    | ↔                 | 운정역 | 한빛마을1.2단지아파트, 초롱꽃마을8단지, 숲속길마을3.6단지아파트, 산내마을8.12단지아파트 | 25                                   |                          | 전기버스 저상버스 운행                                                          |
| 071       | 신대운여객  | 금촌역                    | ↔                 | 동패동 | 메디인병원, 금릉역, 와동교차로, 다율교차로, 산내마을 6.8단지, 산내마을 중심상가, 책향기마을15단지.교하중학교.교하고등학교, 물향기마을3단지, 초롱꽃마을13단지, 이하 역순 | 20                                   |                          |                                                                                 |
| 072       | 기흥여객    | 금촌역                    | ↔                 | 물향기마을10단지아파트 | 파주시청, 쇠재마을5단지아파트, 와동교차로, 산내마을3단지아파트 | 15                                   |                          | 전기버스 저상버스 운행                                                          |
| 073       | 하이상운    | 맥금동                    | ↔                 | 거그뫼 | 성원아파트, 문산제일고등학교, 방호벽사거리, 팜스프링아파트, 금촌농협, 금촌역, 금촌사거리, 장안아파트, 파주시청, 흰돌아파트, 금릉초등학교, 중앙도서관, 새꽃마을, 금릉역, 이마트, 교하동 행정복지센터, 교하초등학교, 오도리, 청석마을, 책향기마을, 교하중학교.교하고등학교, 두일초등학교, 두일중학교, 숲속길마을, 문발동, 롯데프리미엄아울렛, 구정미소, 거그뫼 | 70-80                                | 100-3                    |                                                                                 |
| 074       | 기흥여객    | 산남동                    | ↔                 | 운정역 | 은석교사거리, 롯데프리미엄아울렛, 초롱꽃마을 3.6단지, 숲속길마을7단지, 산내마을중심상가, 두레공원, 지산초등학교.가람도서관 | 40~55                                |                          | 2023년 7월 1일 신설                                                             |
| 075       | 신대운여객  | 야당역                    | ↔                 | 동패동(초롱꽃마을7단지) | 한빛마을5단지 ↔ 한빛마을1.2단지 ↔ 한빛마을1단지 ↔ 경기인력개발원 ↔ 한울마을2단지 ↔ 한울마을1단지 ↔ 동패중학교.동패고등학교 ↔ 삽다리사거리 | 10~20                                |                          | 2022년 1월 15일 신설 파주시 공공버스                                            |
| 076       | 신대운여객  | 야당역                    | ↔                 | 해오름마을10단지 | 한빛마을4.8단지, 경기인력개발원, 산내마을10단지정문, 산내마을중심상가, 산내마을6.8단지, 산내마을1.7단지, 해오름마을11.12단지 | 20~30                                |                          | 2022년 1월 15일 신설 파주시 공공버스                                            |
| 077       | 신대운여객  | 운정역                    | ↔                 | 운정역 | 한길육교, 가람마을3.4.6단지, 가람마을5단지, 별하람마을3단지 - 별하람마을4단지, 농협하나로마트, 가람마을5.7단지, 가람마을 7단지, 가람마을14단지 | 15~20                                |                          | 2022년 1월 15일 신설 파주시 공공버스                                            |
| 078       | 하이상운    | 맥금동                    | ↔                 | 파주출판단지 (이석사거리) | 검산초등학교, 성원아파트, 문산제일고등학교, 방호벽사거리, 팜스프링아파트, 금촌농협, 금촌역, 금촌사거리, 장안아파트, 대하마트, 새꽃마을, 금릉역, 다율교차로, 교하중앙공원, 두일초등학교, 두일중학교, 숲속길마을, 문발동, 롯데프리미엄아울렛 | 15~20                                | 100-5 100-8              | 통합 노선                                                                       |
| 080A      | 우리교통    | 운정역                    | →                 | 운정역 | 가람마을, 해솔마을11단지, 운정광역보건지소, 산내마을, 해솔마을, 운정행복센터 | 8~20                                 |                          | 반시계방향 순환                                                                 |
| 080B      | 우리교통    | 운정역                    | →                 | 운정역 | 운정행복센터, 해솔마을, 산내마을, 운정광역보건지소, 해솔마을11단지, 가람마을 | 8~20                                 |                          | 시계방향 순환                                                                   |
| 081       | 우리교통    | 야당역                    | ↔                 | 동패중학교.동패고등학교 | 한빛중학교, 한빛마을, 새암공원, 한울마을 | 8~20                                 |                          | 2014년 8월 18일 신설 파주시 공공버스                                            |
| 082       | 구.한일운수 | 운정역                    | ↔                 | 한울마을2,3단지 | 운정행복센터, 가람 2,8단지, 지산초등학교, 운정역, 야당리, 한빛마을, 새암공원 | 90                                   |                          | 파주시 공공버스 전기버스 저상버스 운행                                          |
| 083       | 구.한일운수 | 운정역                    | ↔                 | 파주출판단지 (은석교사거리) | 운정행복센터, 한빛중학교, 와석초등학교, 새암공원, 한울공원, 동패중학교.동패고등학교, 삽다리사거리, 동패동, 심학초등학교, 서패동, 롯데프리미엄아울렛, 이석사거리 | 30~40                                |                          |                                                                                 |
| 084       | 신대운여객  | 운정역                    | ↔                 | 교하택지 (숲속길마을7단지) | 가람마을 7단지, 운정스포츠센터, 가람마을 , 해솔마을, 지산중학교, 한빛중학교, 새암공원, 한울공원, 동패중학교.동패고등학교, 삽다리사거리, 동패동, 교하중앙공원, 숲속길마을 | 30~40                                |                          | 2019년 11월 4일 신설                                                            |
| 084-1     | 신대운여객  | 운정역                    | ↔                 | 교하택지 (숲속길마을7단지) | | 16                                   |                          | 2023년 4월 7일 신설                                                             |
| 085       | 맑은교통    | 아동동                    | ↔                 | 야당역 | 한빛마을1.2단지, 운정고등학교, 산내마을9단지, 산내마을1.6단지, 와동교차로, 금릉역, 후곡마을4단지, 보건소, 장안아파트, 금촌역, 금촌농협 | 15~25                                |                          |                                                                                 |
| 086       | 신대운여객  | 야당역                    | ↔                 | 파주출판단지 | 한빛마을1.2단지, 동패중학교.동패고등학교, 물향기마을10단지, 노을빛마을1.2단디, 신촌산업단지 | 30~120                               |                          | 2019년 11월 4일 노선 신설                                                       |
| 086-1     | 신대운여객  | 야당역                    | ↔                 | 파주출판단지 | 한빛마을1.2단지, 동패중학교.동패고등학교, 초롱꽃마을6.7단지, 노을빛마을1.2단지, 신촌산업단지 | 30~100                               |                          | 2023년 4월 7일 노선 신설                                                        |
| 087       | 하이상운    | 운정역                    | ↔                 | 파주출판단지 (은석교사거리) | 지산초등학교, 지산중학교, 해솔마을, 산내마을, 다율동, 청석마을, 책향기마을, 교하중고등학교, 두일초등학교, 두일중학교, 숲속길마을, 문발초등학교, 문발동, 롯데프리미엄아울렛, 이석사거리 | 30~40                                |                          |                                                                                 |
| 088       | 하이상운    | 금촌                      | ↔                 | 지산중학교 운정행복센터 | 금촌농협, 금촌역, 금촌사거리, 장안아파트, 파주시청, 흰돌아파트, 대창리, 말레이지아교, 조리읍 행정복지센터, 봉일천시장, 한라비발디아파트, 능안초등학교, 능안사거리, 박애원, 운정역, 지산초등학교 | 35~40                                | 100-88                   | 파주시 공공버스                                                                 |
| 089       | 신대운여객  | 그린시티동문아파트        | ↔                 | 동패동 | 대원리, 한라아파트입구, 통일천2리, 조리읍행정복지센터, 한라아파트후문, 능안초등학교, 고작골, 가람마을5.7단지, 운정역, 산내마을11단지, 숲속길마을3.6단지 | 평일 10~24 주말 15~35분 공휴일 20~45 |                          |                                                                                 |
| 090       | 신대운여객  | 능안                      | ↔                 | 운정동(지산초교.가람도서관) | 퍼스트가든, 신창철강, 운정역 | 50                                   |                          |                                                                                 |
| 091       | 파주교통    | 적성                      | ↔                 | 전곡 | 구읍리, 객현리, 율포리, 장현리, 어유중학교, 봉화촌, 어유리, 적암초등학교, 적암삼거리, 양원리, 고능리, 한탄강유원지, 전곡선사유적지 | 50~60                                | 100-52                   | 동두천시 버스 61번과 공동운행                                                   |
| 092       | 파주교통    | 적성                      | ↔                 | 백학 | 구읍삼거리, 노곡리, 전동삼거리, 통구리, 백학면 행정복지센터, 백학중학교 | 20~30                                | 33                       | 1회 구미리 경유 1회 수색대 경유 2회 석장리 경유 2회 학곡리 경유 4회 원당리 경유 |
| 093       | 파주교통    | 마지리(적성파출소)        | ↔                 | 학곡 | 학곡리입구, 주월리, 산업단지편의점앞, 적성시장 | 60~120                               |                          |                                                                                 |
| 093-1     | 파주교통    | 적성                      | ↔                 | 자작 | 적성시장, 황포돛배.두지리, 원당1리, 자작마을회관 |                                      | 4회                      |                                                                                 |

## 사진

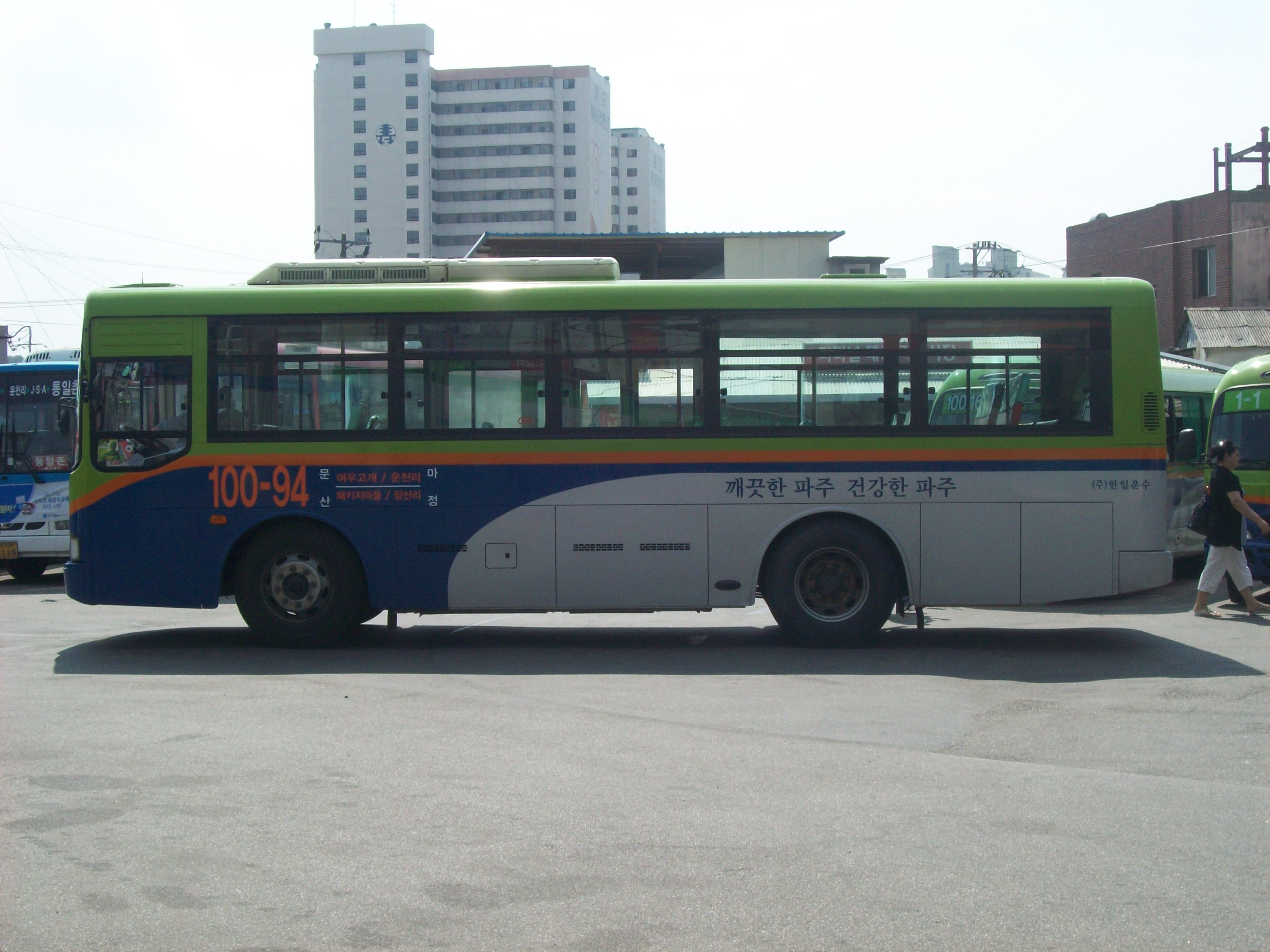
100-94번(2006 ~ 2009)
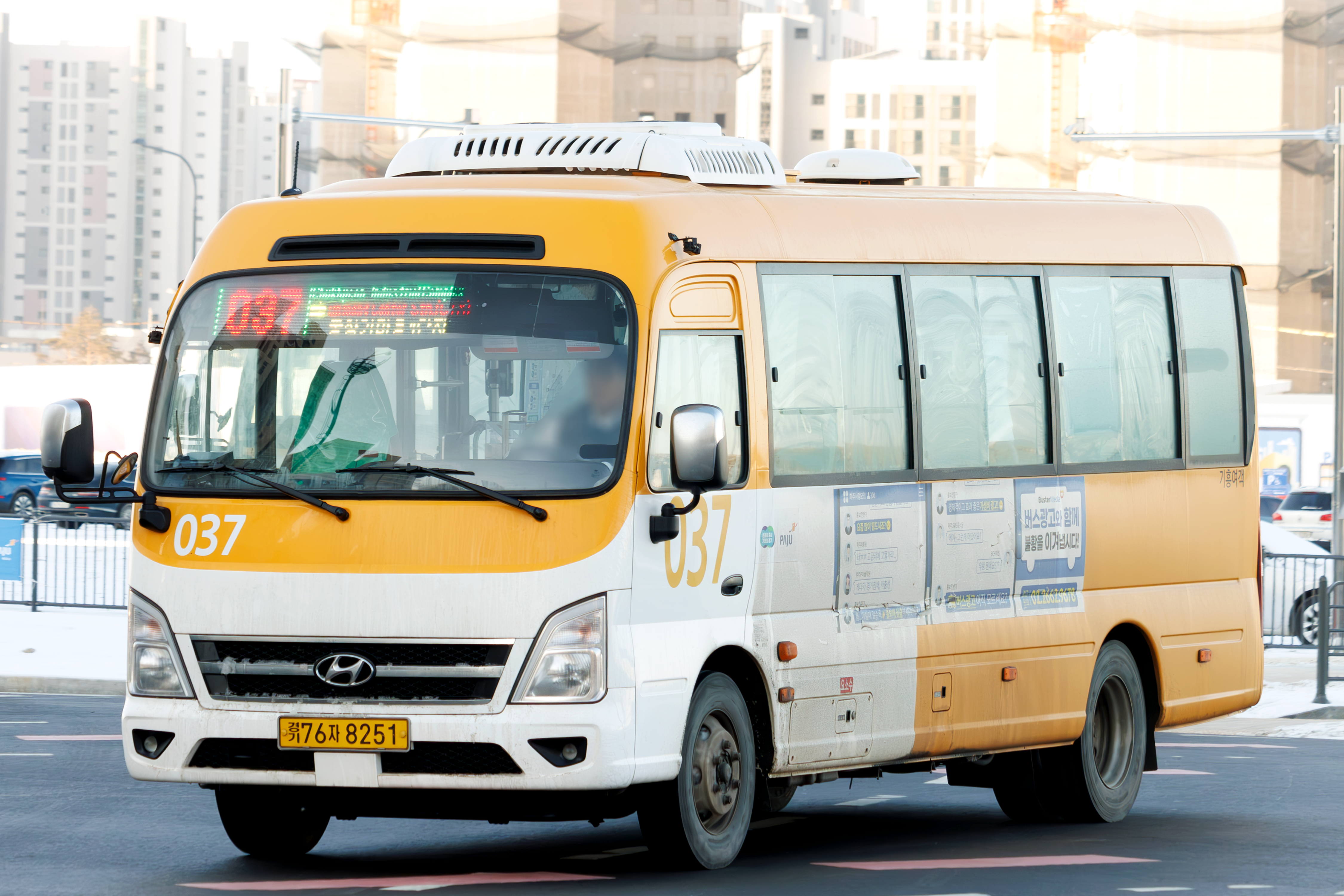
037번

## 같이 보기
- 파주시의 시내버스
- 고양시의 마을버스